# Liste de ponts du Mexique
Cet article a pour objet de présenter une liste de ponts remarquables du Mexique, tant par leurs caractéristiques dimensionnelles, que par leur intérêt architectural ou historique.

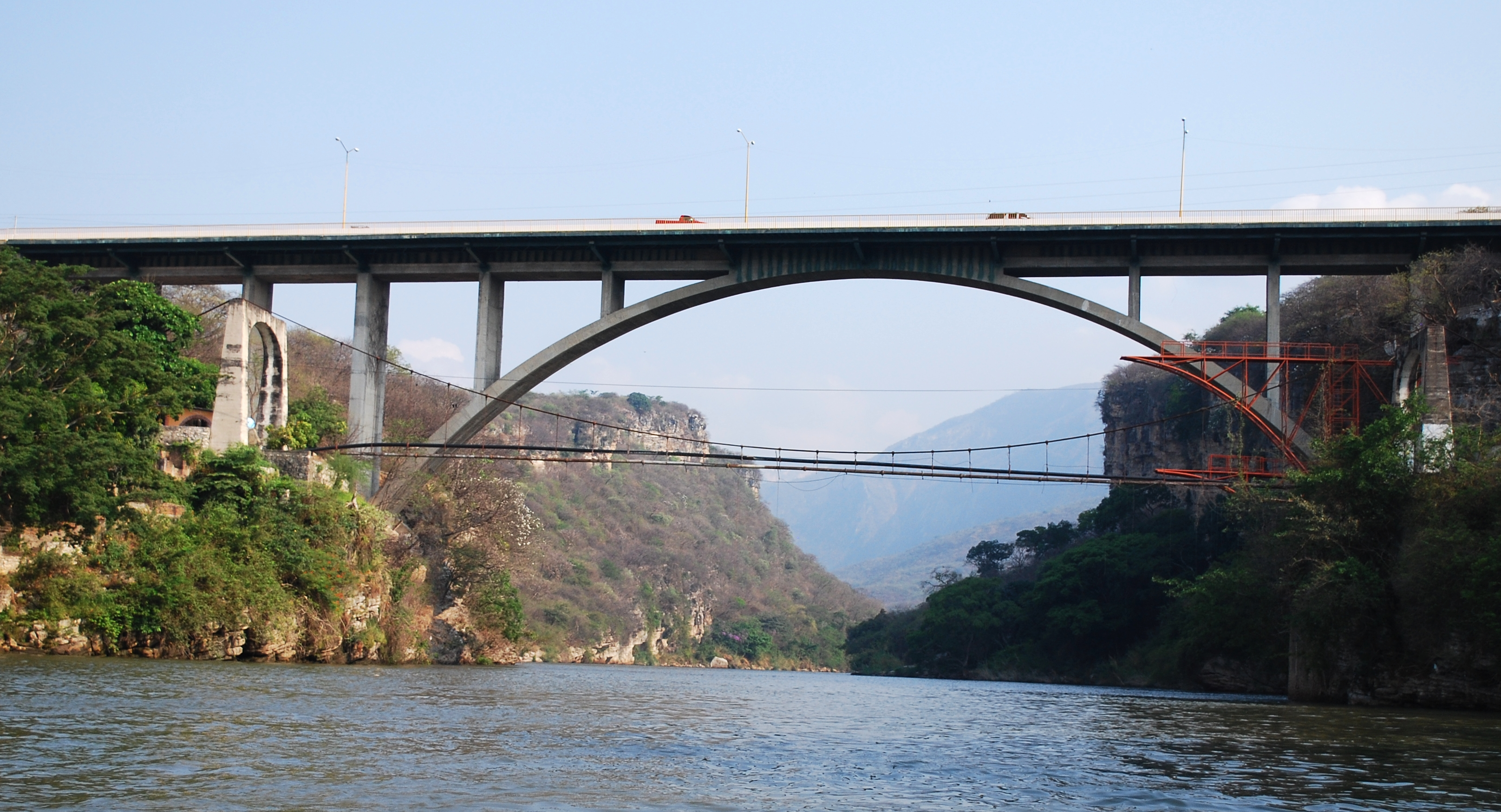
Le pont suspendu de Porfirio Diaz et le pont du Dr. Belisario Domínguez sur le río Grijalva près de la ville de Tuxtla Gutiérrez dans l'État du Chiapas

La catégorie lien donne la classification de l'ouvrage parmi ceux présentés et propose un lien vers la fiche technique du pont sur le site Structurae, base de données et galerie internationale d'ouvrages d'art. La liste peut être triée selon les différentes entrées du tableau pour voir ainsi les ponts en arc ou les ouvrages les plus récents par exemple.
Les colonnes portée et longueur, exprimées en mètres indiquent respectivement la distance entre les pylônes de la travée principale et la longueur totale de l'ouvrage, viaducs d'accès compris.

## Ponts présentant un intérêt historique ou architectural
|                                                                |    | Nom                            | Distinction                                                                                                | Long. | Type                                          | Voie portée Voie franchie                                           | Date          | Localisation                                              | État                       | Ref.  |
| -------------------------------------------------------------- | -- | ------------------------------ | --- | ----- | --------------------------------------------- | ------------------------------------------------------------------- | ------------- | --------------------------------------------------------- | -------------------------- | ----- |
|                                                                | 1  | Pont maya de Yaxchilan détruit | Possible plus grande portée du monde jusqu'au XIVe siècle Portée : 63 mètres Frontière Guatemala - Mexique |       | Suspendu Pylônes en pierre                    | Passerelle Río Usumacinta                                           | VIIe siècle   | Yaxchilan 16° 54′ 05″ N, 90° 57′ 51,4″ O                  | Chiapas Guatemala          | ,     |
| Acueducto del Padre Tembleque                                  | 2  | Acueducto del Padre Tembleque  | Hauteur : 38,7 mètres Monument historique (ID : 04201)                                                     | 880   | Maçonnerie 68 arches plein cintre             | Aqueduc (longueur totale : 37 km) Río Papalote                      | 1563          | Santiago Tepeyahualco 19° 50′ 06,2″ N, 98° 39′ 45,1″ O    | Mexico Hidalgo             |       |
| Puente de Oxtopulco                                            | 3  | Pont Oxtopulco                 | Monument historique (ID : 06472)                                                                           |       | Maçonnerie 2 arches                           | Pont piétonnier                                                     | XVIIe siècle  | Mexico Álvaro Obregón 19° 20′ 37,2″ N, 99° 11′ 02,6″ O    | District fédéral de Mexico | [ 3 ] |
| Puente del Camello                                             | 4  | Pont du Chameau                | Monument historique (ID : 06471)                                                                           |       | Maçonnerie 1 arche, dos d'âne                 | Pont piétonnier Calle Del Carmen                                    | XVIIe siècle  | Mexico Álvaro Obregón 19° 20′ 32,7″ N, 99° 11′ 09,7″ O    | District fédéral de Mexico | [ 3 ] |
| Puente del Púlpito                                             | 5  | Pont Púlpito                   | Monument historique (ID : 06470)                                                                           |       | Maçonnerie 1 arche                            | Pont piétonnier                                                     | XVIIe siècle  | Mexico Álvaro Obregón 19° 20′ 30,2″ N, 99° 11′ 12″ O      | District fédéral de Mexico | [ 3 ] |
| Acueducto de Morelia                                           | 6  | Aqueduc de Morelia             | Centre historique de Morelia · Patrimoine mondial (1991) · Monument historique (ID : 08468)                | 1700  | Maçonnerie 253 arches plein cintre            | Aqueduc (hors service) (longueur totale : 7 km)                     | 1730          | Morelia 19° 42′ 09,3″ N, 101° 10′ 55,7″ O                 | Michoacán                  | ,     |
| Acueducto de Querétaro                                         | 7  | Aqueduc de Querétaro           | Monuments historiques de Querétaro · Patrimoine mondial (1996)                                             | 1280  | Maçonnerie 74 arches plein cintre             | Aqueduc (hors service)                                              | 1738          | Santiago de Querétaro 20° 35′ 48,1″ N, 100° 22′ 20,5″ O   | Querétaro                  | [ 6 ] |
| Acueducto de Guadalupe                                         | 8  | Aqueduc de Guadalupe           | Monument historique (ID : 04200)                                                                           |       | Maçonnerie Arches plein cintre                | Aqueduc (hors service) (longueur totale : 7 km)                     | 1751          | Mexico Gustavo A. Madero 19° 30′ 48,5″ N, 99° 07′ 27,9″ O | District fédéral de Mexico | [ 7 ] |
| Acueducto de Chapultepec                                       | 9  | Aqueduc de Chapultepec         | Monument historique (ID : 00217)                                                                           |       | Maçonnerie 22 arches plein cintre             | Aqueduc (hors service) (longueur totale : 4 km) Avenida Chapultepec | XVIIIe siècle | Mexico Cuauhtémoc 19° 25′ 21,4″ N, 99° 10′ 04,3″ O        | District fédéral de Mexico |       |
| Acueducto de Tepotzotlán - Los arcos de Xalpa - Arcos de Sitio | 10 | Aqueduc de Tepotzotlán         | L'un des plus hauts aqueducs de l'époque coloniale Hauteur : 56 mètres                                     | 425   | Maçonnerie 4 niveaux (56 arches plein cintre) | Aqueduc                                                             | 1854          | Tepotzotlán 19° 45′ 59,4″ N, 99° 20′ 20,6″ O              | Mexico                     | ,     |
|                                                                | 11 | Pont de Ojuela                 | Portée : 315 mètres                                                                                        | 271   | Suspendu Tablier bois                         | Passerelle                                                          | 1898          | Mapimí 25° 47′ 29,7″ N, 103° 47′ 25,9″ O                  | Durango                    |       |
| Puente del Diablo (Buenavista)                                 | 12 | Pont du Diable (Buenavista)    | Pont du Diable                                                                                             |       | Maçonnerie 1 arche plein cintre, dos d'âne    | Pont piétonnier                                                     |               | Buenavista 19° 12′ 40,1″ N, 102° 31′ 10,3″ O              | Michoacán                  |       |

## Grands ponts
Ce tableau présente les ouvrages ayant des portées supérieures à 100 mètres ou une longueur totale de plus de 3 000 mètres (liste non exhaustive).
|                                          |    | Nom                            | Portée   | Long. | Type                                                                  | Voie portée Voie franchie                                   | Date | Localisation                                              | État            | Ref.   |
| ---------------------------------------- | -- | ------------------------------ | -------- | ----- | --------------------------------------------------------------------- | ----------------------------------------------------------- | ---- | --------------------------------------------------------- | --------------- | ------ |
| Puente Baluarte                          | 1  | Pont de Baluarte               | 520      | 1124  | Haubané Tablier mixte acier/béton, pylônes béton 2x68+70+520+54+56+72 | Carretera Federal 40 Río Baluarte                           | 2012 | El Palmito 23° 32′ 01,8″ N, 105° 45′ 36,4″ O              | Sinaloa Durango | [ 9 ]  |
| Puente Tampico                           | 2  | Pont de Tampico                | 360      | 1543  | Haubané Tablier caisson acier, pylônes béton                          | Carretera Federal 180 Río Pánuco                            | 1988 | Tampico 22° 13′ 41,3″ N, 97° 50′ 13,7″ O                  | Tamaulipas      |        |
| Puente Mezcala Solidaridad               | 3  | Viaduc de Mezcala              | 311      | 911   | Haubané 3 pylônes béton, tablier mixte acier/béton 80+311+299+84+68   | Carretera Federal 95D (Autopista del Sol) Río Balsas        | 1993 | Mezcala 17° 56′ 08,7″ N, 99° 22′ 11,5″ O                  | Guerrero        | [ 10 ] |
|                                          | 4  | Deuxième pont de Coatzacoalcos | 288      | 1170  | Haubané Tablier caisson béton, pylônes béton, suspension axiale       | Autopista Cosoleacaque-Nuevo Teapa Río Coatzacoalcos        | 1984 | Minatitlán 18° 00′ 51,9″ N, 94° 26′ 51,6″ O               | Veracruz        | [ 10 ] |
| Puente El Carrizo                        | 5  | Pont El Carrizo                | 217      |       | Haubané Monopylône, tablier mixte acier/béton, pylône béton 217+182   | Carretera Federal 40                                        | 2013 | El Palmito 23° 30′ 57,5″ N, 105° 47′ 36″ O                | Sinaloa         |        |
| Puente Quetzalapa                        | 6  | Pont de Quetzalapa             | 213      | 424   | Haubané Tablier poutres béton, pylônes béton 105+213+105              | Carretera Federal 95D (Autopista del Sol)                   | 1992 | Ciudad de Huitzucos 18° 19′ 58,3″ N, 99° 11′ 38″ O        | Guerrero        |        |
| Puente Ingeniero Fernando Espinosa       | 7  | Pont Fernando-Espinosa         | 206      |       | Pont à béquilles Tablier poutres acier, béquilles acier               | Carretera Federal 80 Río Santiago                           | ?    | Guadalajara 20° 36′ 08,1″ N, 103° 08′ 46,5″ O             | Jalisco         |        |
| Puente sobre el río Papaloapán           | 8  | Pont de Papaloapan             | 205      | 408   | Haubané Tablier dalle béton précontraint, pylônes béton               | Carretera Federal 145D Río Papaloapan                       | 1995 | Cosamaloapan 18° 19′ 18,9″ N, 95° 47′ 56,4″ O             | Veracruz        |        |
| Puente de la Unidad (Monterrey)          | 9  | Pont de l'Unité (Monterrey)    | 185      | 304   | Haubané Monopylône, tablier poutres béton, pylône incliné béton       | Eje 410 Río Santa Catarina                                  | 2003 | Monterrey 25° 40′ 08,3″ N, 100° 22′ 48,8″ O               | Nuevo León      |        |
| Puente San Marcos                        | 10 | Pont de San Marcos             | 180      |       | Poutre-caisson Béton précontraint                                     | Río San Marcos                                              | 2013 | Xicotepec de Juárez 20° 20′ 38″ N, 97° 57′ 41,1″ O        | Puebla          |        |
|                                          | 11 | Pont San Cristóbal             | 178      |       | Poutre-caisson Acier                                                  | Carretera Federal 190D                                      | 2006 | Paste 16° 41′ 40,5″ N, 92° 49′ 17,6″ O                    | Chiapas         |        |
|                                          | 12 | Pont de Barranca El Zapote     | 176      | 268   | Haubané Monopylône, tablier mixte acier/béton, pylône béton 60+176+32 | Carretera Federal 95D (Autopista del Sol)                   | 1993 | Zumpango del Río 17° 41′ 51,5″ N, 99° 30′ 27,1″ O         | Guerrero        | [ 11 ] |
| Puente Texcapa                           | 13 | Pont Texcapa                   | 171      | 365   | Extradossé Tablier caisson béton précontraint Type fin-back           | Carretera Federal 130                                       | 2005 | Huauchinango 20° 08′ 11,8″ N, 98° 06′ 17,7″ O             | Puebla          | [ 12 ] |
| Puente Chiapas                           | 14 | Pont de Chiapas                | 168 (x5) | 1839  | Poutre-caisson Acier                                                  | Carretera Federal 95 Nezahualcóyotl                         | 2003 | Raudales Malpaso 17° 08′ 19,5″ N, 93° 35′ 36,4″ O         | Chiapas         | [ 10 ] |
|                                          | 15 | Pont de Barranca El Cañon      | 166      | 261   | Haubané Monopylône, tablier poutres acier, pylône béton 49+166+24+21  | Carretera Federal 95D (Autopista del Sol)                   | 1992 | Mezcala 17° 50′ 56,5″ N, 99° 26′ 02,7″ O                  | Guerrero        | [ 13 ] |
| Puente Matute Remus                      | 16 | Pont Matute Remus              | 165      | 930   | Haubané Tablier caisson acier, pylônes inclinés acier                 | Lázaro Cárdenas Avenida Adolfo Lopez Mateos Sur             | 2011 | Guadalajara 20° 39′ 53,4″ N, 103° 23′ 37,5″ O             | Jalisco         |        |
| Puente en Boca del Cerro                 | 17 | Pont de Boca del Cerro         | 150      | 150   | Arc Treillis acier, tablier suspendu                                  | Mexico 203 Río Usumacinta                                   | ?    | Tenosique de Pino Suárez 17° 25′ 37,6″ N, 91° 29′ 27,9″ O | Tabasco         |        |
| Puente de San Sebastián, Puente Progreso | 18 | Pont de San Sebastián          | 144      |       | Arc Béton, tablier porté                                              |                                                             | 2007 | San Sebastián del Oeste 20° 47′ 57,7″ N, 104° 56′ 11,9″ O | Jalisco         |        |
|                                          | 19 | Pont Papagayo                  | 141      | 315   | Extradossé Tablier caisson béton précontraint Type fin-back 76+141+97 | Carretera Federal 95D (Autopista del Sol) Río Papagayo      | 1991 | Tierra Colorada 17° 07′ 52,7″ N, 99° 33′ 29,8″ O          | Guerrero        |        |
| Puente de Metlac                         | 20 | Pont de Metlac                 | 122      |       | Poutres Acier                                                         | Carretera Federal 150 De Cuota - Mexico 150D                | 1972 | Fortín de las Flores 18° 54′ 25,8″ N, 97° 00′ 47,9″ O     | Veracruz        |        |
|                                          | 21 | Pont de Grijalva               | 116      | 391   | Haubané Tablier dalle béton précontraint, pylônes en V béton          | Carretera Federal 186 - Mexico 180 Río Grijalva             | 2001 | Villahermosa 17° 59′ 50,6″ N, 92° 54′ 43,7″ O             | Tabasco         |        |
|                                          | 22 | Pont d'Infiernillo (Michoacán) | 101 (x2) | 359   | Treillis Acier                                                        | Autopista Morelia-Lázaro Cárdenas Río Balsas                | 2002 | Infiernillo 18° 15′ 13″ N, 101° 54′ 18,5″ O               | Michoacán       |        |
| Puente El Zacatal                        | 23 | Pont El Zacatal                | 48       | 3861  | Poutres Béton précontraint                                            | Carretera Federal 180 Laguna de Términos - Golfe du Mexique | 1994 | Ciudad del Carmen 18° 37′ 34,6″ N, 91° 49′ 56,9″ O        | Campeche        | [ 10 ] |
| Puente de la Unidad (Campeche)           | 24 | Pont de l'Unité (Campeche)     | 30       | 3277  | Poutres Béton précontraint                                            | Carretera Federal 180 Laguna de Términos - Golfe du Mexique | 1982 | Île Carmen 18° 46′ 25,3″ N, 91° 30′ 35,2″ O               | Campeche        | [ 15 ] |